# Urix
Urix var Sveriges enda åsiktsfestival som anordnades för ungdomar mellan åldrarna 13 och 18 år med målet att visa dem hur man kan göra sin röst hörd och få sina idéer förverkligade. Urix anordnas av ungdomar för ungdomar och är alkohol- och drogfri, samt politiskt och religiöst obunden.

## Organisation
Festivalen arrangerades av Föreningen Gemensam Framtid (FGF) som bestod av fyra organisationer, Röda Korsets Ungdomsförbund (RKUF), Ungdom mot rasism (UMR), Ungdomsförbundet för homosexuella, bisexuella och transpersoners rättigheter (RFSL Ungdom) och Ungdomens Nykterhetsförbund (UNF). Föreningens viktigaste verksamhet var Urix som arrangerades under fyra dagar varje år. Urix arrangerades för första gången 1994 och sedan dess arrangerades Urix i olika kommuner varje år. År 2009 arrangerades Urix för trettonde och sista gången, och då i samarbete med Söderhamns kommun.
FGF bjöd in över 30 olika ungdomsorganisationer varje år som deltar på Urix genom att hålla i en workshop. Varje organisation väljs med utgångspunkt från dess kunskap i olika sakfrågor. Förutom att man som deltagare diskuterar samhällsfrågor i olika workshopar, kan man delta i en rad olika aktiviteter, bland annat seminarier som tar upp aktuella ämnen, en interaktiv inspirationsmässa med olika utställare och möjlighet att träffa människor med olika bakgrund. Till Urix kommer närmare 1 000 ungdomar från hela landet varje år.

## Tidigare festivaler
- 2009 Söderhamn
- 2008 Malmö
- 2007 Lidköping
- 2006 Umeå
- 2005 Alingsås
- 2004 Järfälla
- 2003 Kristianstad
- 2002 Botkyrka
- 2001 Kristinehamn
- 2000 Västerås
- 1998 Spånga-Tensta, Kista och  1974  Startades Rinkeby Fesivalen av Tomas Beer och Iris Berggren Rinkeby
- 1996 Norrköping
- 1994 Stockholm

## Syfte och mål med Urix

### Syfte
- Öka ungdomars inflytande i samhällsfrågor
- Visa att ungdomar är en resurs i samhället
- Vara ett forum för engagerade ungdomar som inte är medlemmar i någon organisation
- Verka för mänskliga rättigheter och mot diskriminering

### Mål
- Skapa en mötesplats för ungdomar mellan 13 och 18 år från hela Sverige
- Ge ungdomar en känsla av makt genom att visa konkreta och demokratiska metoder för att påverka sin omgivning
- Urix ska fungera som en arena för samarbeten mellan olika ungdomsorganisationer